# ونلا (کالیفرنیا)
ونلا، کالیفرنیا (به انگلیسی: Venola, California) یک محدوده ثبت‌نشده در ایالات متحده آمریکا است که در شهرستان کرن، ایالت کالیفرنیا است.

## خصوصیات
ونلا ۱۱۴ متر بالاتر از سطح دریا واقع شده‌است.